# Kvadi
Kvadi (latinsko: Quadi), manjše in zelo malo poznano germansko pleme, ki za seboj ni pustilo nobene značilne materialne zapuščine, po kateri bi jih lahko razlikovali od drugih sorodnih plemen.

## 1. stoletje pr. n. št. in 1. stoletje n. št.
Rimski pisni viri trdijo, da so se Kvadi v 1. st. pr. n. št. selili skupaj z bolj številnimi Markomani, ki so živeli ob donavski meji Germanije in Rimskega cesarstva.
Njihova prvotna domovina je bila verjetno ozemlje severno od reka Majne, potem pa so se skupaj z Markomani preselili na ozemlje sedanje Moravske, zahodne Slovaške in Spodnje Avstrije, od koder so izpodrinili stare keltske naseljence. Rimljani jih prvič bežno omenjajo leta 8-6 pr. n. št. Tacitovi Germaniji. Markomanska plemenska zveza, v kateri so bili tudi Kvadi, se je leta 6 vojskovala z bodočim cesarjem Tiberijem.
Kvadi so bili morda omenjeni tudi v Strabonovi Geografiji (7.1.3.). V besedilu, ki je napisano v oklepajih in se pogosto izključuje iz glavnega besedila, Strabon omenja vejo Svebov z imenom Koldouoi (pisal je v grščini), polatinjenim v Coldui. Del njihovega ozemlja je bila  Bohemija, v kateri je vladal markomanski kralj Marobud. Popravek imena Coldui v Coadui (Quadi) se na splošno obravnava kot pravilen.
Tacit v Germaniji omenja Kvade skupaj z Markomani kot pleme, ki je enako bojevito kot Markomani, ki jim, tako kot Markomanom, vladajo njihovi kralji, Marobudovi in Tudrusovimi potomci. Tudrus in njegovi potomci so očitno vladali Kvadom. Pristojnosti obeh kraljev so bile enake in oba je, tako trdi Tacit, finančno podpiralo Rimsko cesarstvo.
Na mejah njihovega ozemlja so bili naslednjih 350 let na zahodu Markomani, na severu slovanska plemena, na vzhodu sarmatski Jazgijani in hasdinški Vandali, ki so se tja priselili malo kasneje, in na jugu Rimsko cesarstvo.

## 2. stoletje n. št.
V poznem 2. stoletju n. št. se je z njimi bojeval Mark Avrelij v markomanskih vojnah, za katere je pomemben vir podatkov izvleček iz izgubljene Zgodovine Diona Kasija. Težave so se začele leta 166, ko so Langobardi in Ubi preko Donave vdrli v rimsko Mezijo. To je bilo mogoče samo s soglasjem Kvadov, ker so morali preko njihovega ozemlja. Kvadi so jim prehod zelo verjetno dovolili samo zato, da bi se sami izognili teževam z napadalci. Rimljani so jih brez težav odbili, vdor pa je bil samo prvi iz dolge vrste ponovnih poskusov prečkanja rimske meje.
Nekaj let kasneje so se Markomani in Kvadi s pomočjo drugih plemen, ki so prišla preko Donave, premagali rimsko vojsko, prečkali ozemlje severno od  Jadranskega morja in začeli oblegati Oglej. Po začetnih uspehih so bili leta 171 poraženi in Mark Avrelij je z nekaterimi plemeni ob Donavi, med njimi tudi s Kvadi, sklenil mir. Že leta 172 ga je sam prekršil in sprožil velik napad na Markomane in zatem na Kvade, ki so dali zatočišče markomanskim beguncem. V veliki bitki je bila Avrelijeva vojska tik pred porazom, nenadno neurje pa je poraz obrnilo v zmago. Kvadi so bilo dokončno poraženi leta 174. Mark Avrelij je leta 175 načrtoval novo ofenzivo na ozemlje preko Donave, ki jo je preprečili upor v cesarstvu.
Mark Avrelij je uporuspešno zatrl, venda je bil šele leta 178 sposoben ponovno napasti Kvade v Bohemiji. Leta 179 z njimi bojeval odločilno bitko pri Langariciju (Trenčin, Slovaška), v kateri je poveljeval legat in prokurator Mark Valerij Maksimijan iz Poetovia (Ptuj). Maksimijan je nameraval meje cesarstva pomakniti proti vzhodu in severu do Karpatov, vendar je pred tem zbolel in leta 180 umrl. 

## 3. in 4. stoletje
V 4. stoletju je cesar Valentinijan preživel večino svojega vladanje na Renu in branil mejo pred vdori mešanih hord Sarmatov, Gotov in Kvadov pod poveljstvom njihovega kralja Gabinija, katerega je za pogajalsko mizo ubil Rimljan Marcelin, sin prefekta Galije Maksimina. Velentinijan je leta 375 po sprejemu kvadskih Kvadov pogajalcev za mir nenadoma umrl. Vzrok za njegovo smrt je bila verjetno kap zaradi besa nad predrznim obnašanjem ponosnih barbarov. 

## Po 4. stoletju
Po letu 400 so v Bohemiji nenadoma izginili žarni grobovi, značilni za Svebe in Kvade. 
Skupina Kvadov, Markomanov in Burov je leta 409 prečila Pireneje in se naselila v rimski provinci Galiciji v sedanji severni Portugalski), kjer so dobili status federatov in ustanovili svebsko kraljestvo Galicija. Njihov kralj Hermerik je leta 410 prisegel zvestobo rimskemu cesarju. Njihovo glavno mesto je postala Bracara Augusta, nekdanja prestolnica rimske Galicije in sedanja Braga na Portugalskem. 